# Gaetano Pirrone
Gaetano Pirrone (Catania, 26 novembre 1892 – Catania, 16 gennaio 1971) è stato un politico italiano.

## Biografia
Nato da Rosaria Fazio e da Santi Pirrone senior. Prestò servizio durante la prima guerra mondiale come capitano sul fronte austriaco, poi in Libia.
Fu uno dei primi capi del fascismo in provincia di Catania. 
Fu seniore della MVSN, presidente della Commissione Reale per i Procuratori Legali di Catania e fiduciario per il Centro di cultura e propaganda corporativa dell'INCF per la Provincia di Catania. Venne eletto tre volte deputato al Parlamento dalla XXVII legislatura (1921) in poi. Fu incaricato, come delegato del Comune di Catania, nel consiglio di amministrazione dell'Istituto di Scienze Economiche e Commerciali di Catania (poi facoltà di Economia e Commercio).
Fu inoltre segretario provinciale del PNF per Catania (fino al maggio 1924) e commissario straordinario per i Fasci di Caltanissetta (1926-'27). Si occupò di giornalismo come direttore del giornale settimanale « La Voce della Sicilia: organo della Federazione provinciale fascista » di Catania e fu padre del giudice Santi Pirrone.
Nel secondo dopoguerra militò nel Movimento sociale italiano (MSI).